# Temple de Parvati
Le temple de Parvati (Devanagari: पार्वती मंदिर) - est un temple hindou situé à Khajurâho dans l'état du Madhya Pradesh, en Inde. 
Il est dédié à Parvati sœur de Vishnou et épouse de Shiva.
L'édifice fait partie du groupe situé à l'Ouest du site du patrimoine mondial de l'UNESCO au titre de l'Ensemble monumental de Khajuraho. À l'intérieur du complexe de temples du groupe Ouest, il est situé au sud-ouest du temple de Vishvanatha.

## Histoire
Aucune datation précise n'est disponible vu l'état de délabrement du temple lorsqu'il a été découvert. 
Le temple a été classé « Monument d'Importance nationale » par l'ASI.

## Description

### Architecture
Ce petit temple a du être complètement reconstruit, une grande partie du porche avait complètement disparu, le sanctuaire était écroulé, seul le socle du sanctuaire avait survécu.

### Sculpture
L'arche au-dessus de la porte du sanctuaire représente la trinité de Brahmā, Vishnou et Shiva.
Quelques sculptures érotiques de couples (Maithuna) peuvent toutefois être vues sur le côté de la porte du sanctuaire. Les murs latéraux et arrière ne sont pas sculptés.

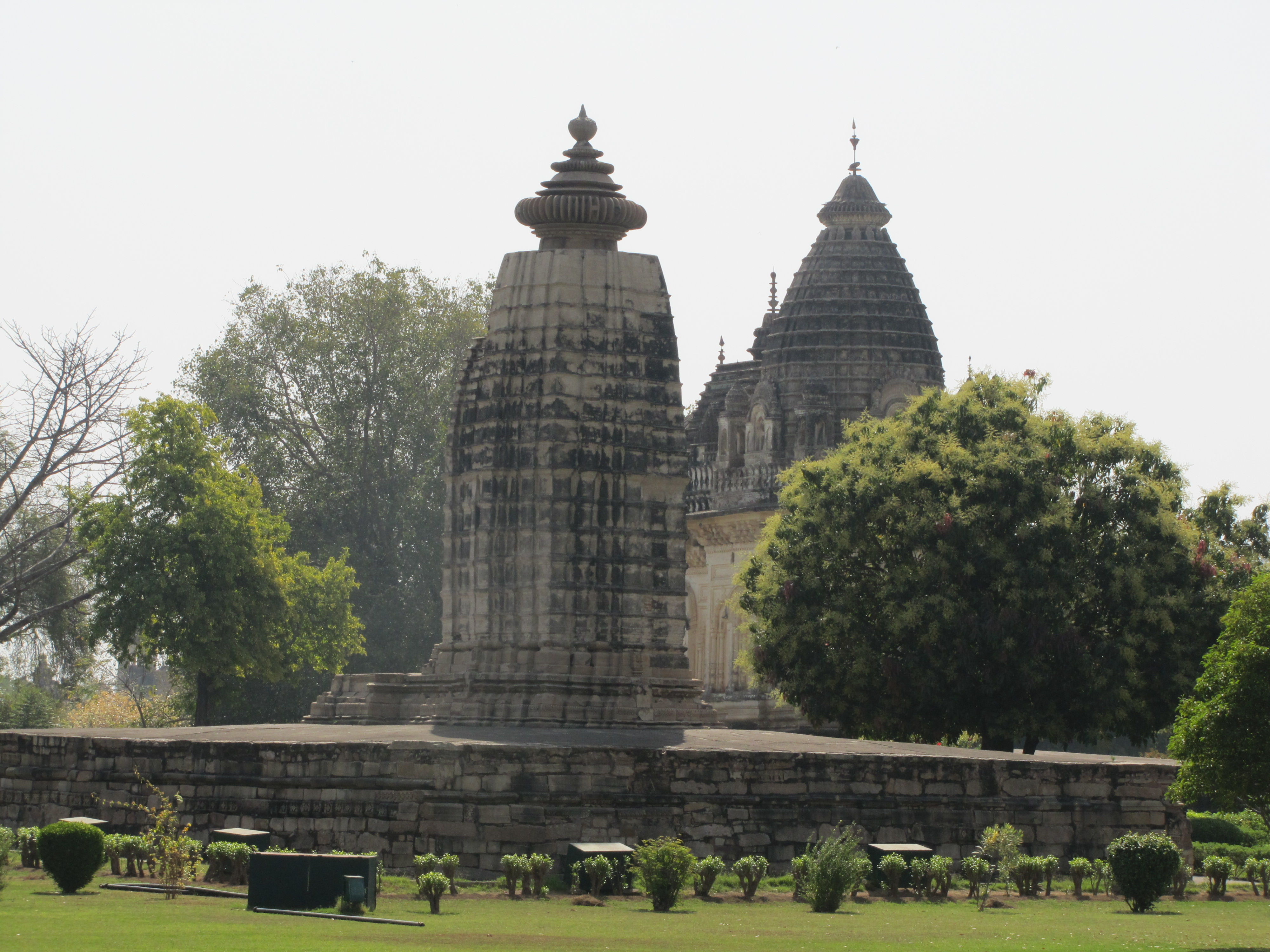
Le temple Parvati vu depuis le temple de Chitragutpa.
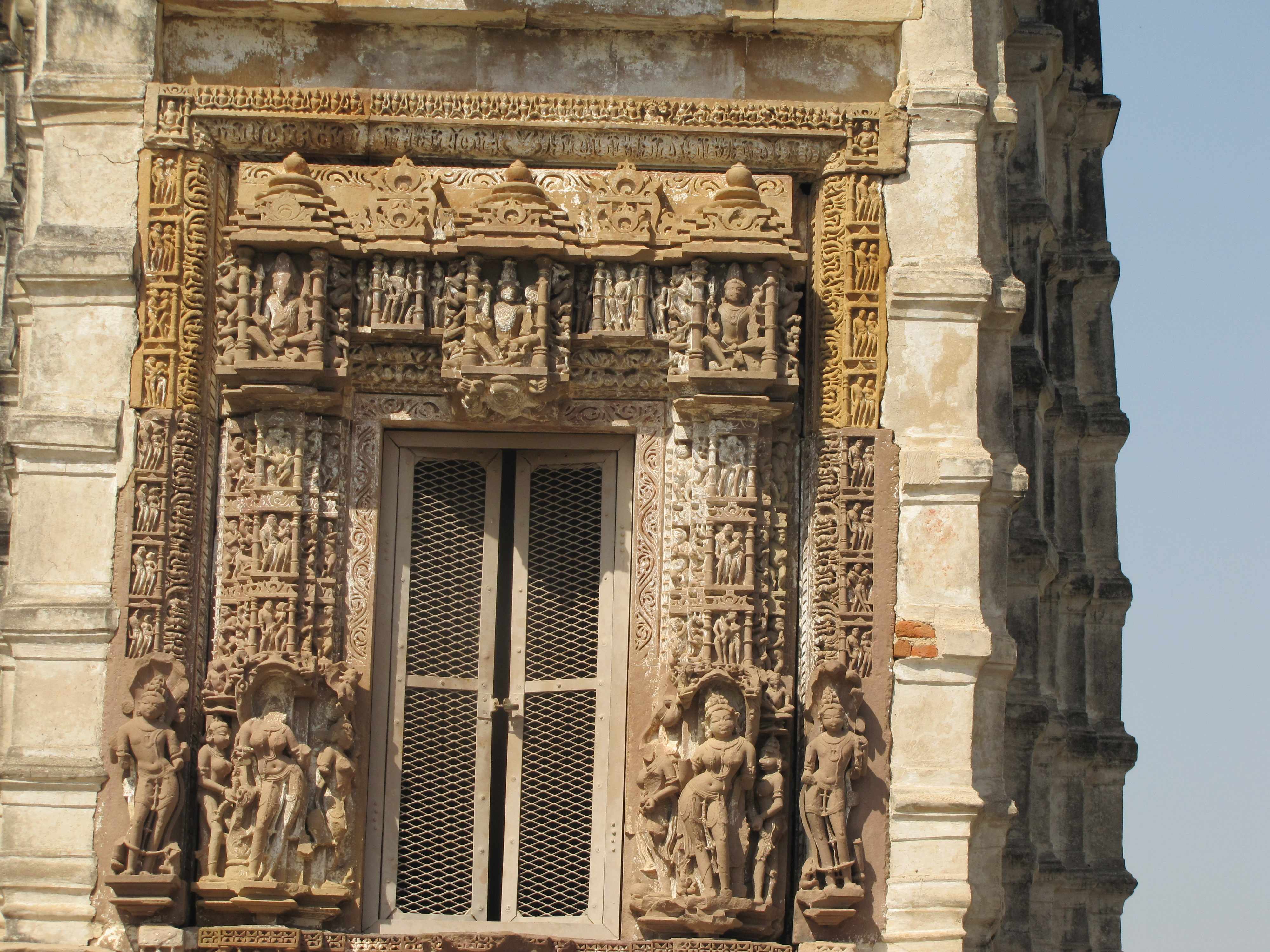
Porche du temple de Parvati.